# Nikki (Vorname)
Nikki ist ein weiblicher und männlicher Vorname.

## Varianten
- Niki
- Nici
- Nicky
- Nicki
- Nikky
- Nicci

## Bekannte Namensträgerinnen
- Nikki Anderson (* 1977), ungarische Pornodarstellerin
- Nikki Benz (* 1981), ukrainisch-kanadisches Model und Pornodarstellerin
- Nikki Blonsky (* 1988), US-amerikanische Schauspielerin
- Nikki Budzinski (* 1977), US-amerikanische Politikerin
- Nikki Charm (* 1966), US-amerikanische Pornodarstellerin
- Nikki Cox (* 1978), US-amerikanische Schauspielerin
- Nikki DeLoach (* 1979), US-amerikanische Schauspielerin
- Nikki Dial (* 1973), US-amerikanische ehemalige Pornodarstellerin
- Nikki Griffin (* 1978), US-amerikanische Schauspielerin
- Nikki Haley (* 1972), US-amerikanische Politikerin
- Nikki Iles (* 1963), britische Jazzpianistin, Akkordeonistin und Komponistin
- Nikki Keddie (* 1975), kanadische Biathletin
- Nikki Kerkhof (* 1983), niederländische Sängerin
- Nikki S. Lee (* 1970), koreanisch-amerikanische Multimedialkünstlerin
- Nikki Nova (* 1972), US-amerikanische Schauspielerin, Stripperin und Fotomodell
- Nikki Reed (* 1988), US-amerikanische Schauspielerin
- Nikki Sinclaire (* 1968), britische Politikerin
- Nikki SooHoo (* 1988), US-amerikanische Schauspielerin
- Nikki Stone (* 1971), US-amerikanische Freestyle-Skierin
- Nikki Tyler (* 1972), US-amerikanische Pornodarstellerin
- Nikki Yanofsky (* 1994), kanadische Jazz- und Pop-Sängerin
- Nikki Ziering (* 1971), US-amerikanisches Model und Schauspielerin

Als Künstlername:
- Nigar Camal (* 1980), aserbaidschanische Sängerin
- Aimê de Carvalho Bocchi (* 1990), brasilianische Sängerin

## Bekannte Namensträger
- Nikki Bull (* 1981), englischer Fußballspieler
- Nikki Sixx (* 1958), US-amerikanischer Musiker und Gründer der Hard-Rock-Band Mötley Crüe
- Nikki Sudden (1956–2006), englischer Musiker, Sänger, Gitarrist, Produzent und Singer-Songwriter